# Ига
Ига (на японски език - 伊賀国) е историческа област в Япония, разположена в региона Кинки на остров Хоншу.
Провинция Ига е създадена през 680 година в резултат делението на провинция Исе. Административният център се намирал в современната местност Саканосимокуни, част от едноименния съвременен град Ига.